# Màquina inútil

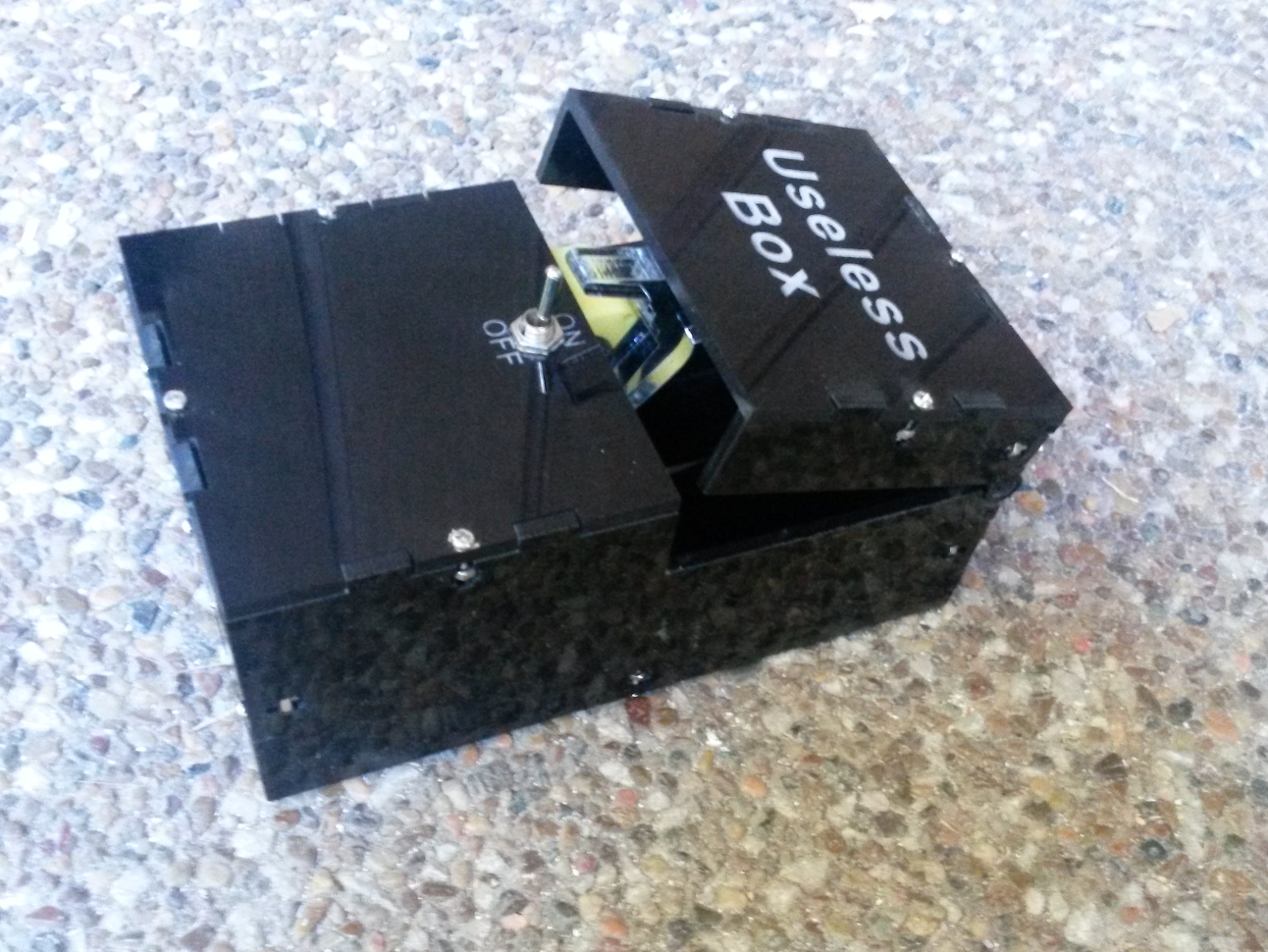
Una "màquina inútil" (o "caixa inútil") moderna a punt d'apagar-se

Una màquina inútil, o també anomenada capsa inútil, és un dispositiu que rep aquest nom ja que la seva única funció és apagar-se a si mateixa. Les capses inútils més populars són les inspirades, principalment, en el disseny del científic nord-americà Marvin Minsky, considerat un dels "pares" de la tecnologia actual. Així doncs, el seu disseny va derivar en una màquina que, quan encenem l'interruptor per activar-la, aquesta desplega una palanca metàl·lica que només està programada per a apagar el propi interruptor.
En l'àmbit comercial, es van començar a popularitzar aquesta mena de dispositius, principalment, cap als anys seixanta. Va succeir així, ja que comunament van ser enteses, o bé com a un hack d'enginyeria, o bé com a una broma. Anys després, s'han trobat diversos dispositius i joguines innovadores basades en aquesta mateixa idea de les màquines inútils; les quals tenen com a objectiu l'entreteniment dels usuaris que les compren.

## Història
Cap als anys trenta, l'artista italià Bruno Munari ja va començar a dissenyar i a construir les anomenades "màquines inútils" (en italià machine inutili. Se'l va considerar un futurista de "tercera generació", ja que no compartia l'il·limitat entusiasme de les darreres generacions per la tecnologia, sinó que, per contra, va intentar contrarestar les amenaces que rebia un món imperat per les màquines. En conseqüència, el seu propòsit va ser construir màquines (principalment de caràcter artístic) que fossin improductives.

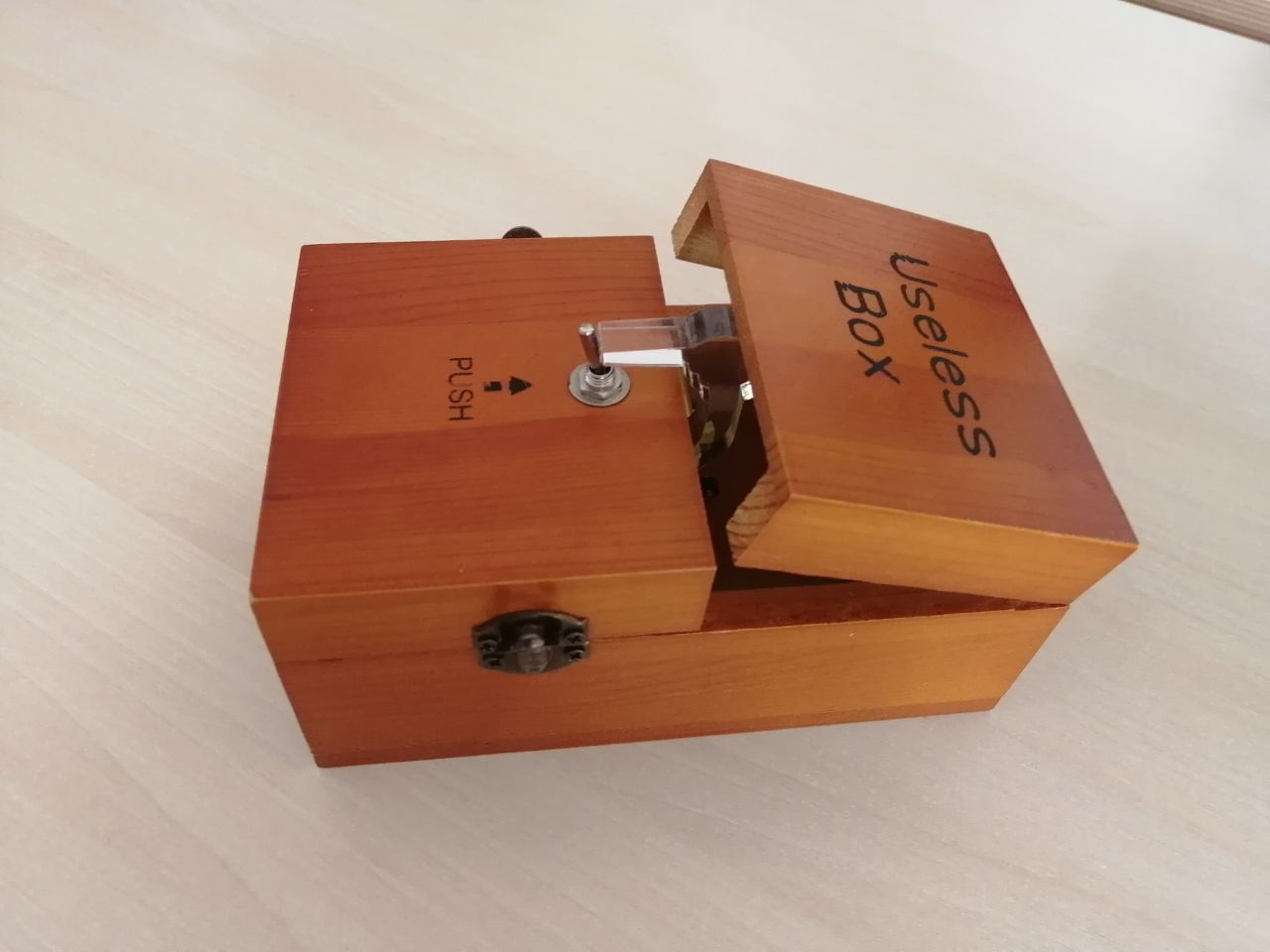
Una "caixa inútil" de fusta

La versió de la màquina inútil que es va fer realment famosa (una capsa que consisteix d'un únic interruptor que, quan s'encén, activa una mà que surt de dins mateix amb el propòsit d'apagar l'interruptor, després inverteix el seu moviment i torna a romandre així dins la capsa), sobretot gràcies a la creació de la teoria de la informació, se n'atribueix la invenció a Marvin Minsky, professor del MIT i pioner en l'àmbit de la intel·ligència artificial. Així i tot, els primers models funcionals van ésser concebuts als inicis dels anys cinquanta als laboratoris Bell, quan Minsky només era un estudiant, pel seu mentor: Claude Elwood Shannon (enginyer elèctric, matemàtic, criptògraf estatunidenc i professor del MIT, reconegut també com el pare de la teoria de la informació i de les comunicacions digitals). Tant és així, que Claude Shannon en va guardar un al seu escriptori, on, anys després, el va veure l'autor de ciència-ficció Artuhr C. Clarke. Clarke, fascinat pel concepte, va escriure temps més tard que "Hi havia alguna cosa indescriptiblement sinistra que envolta una màquina que no fa res, absolutament res, excepte apagar-se a si mateixa".
Finalment, Minsky va batejar el seu invent amb el nom de "màquina definitiva" (en anglès "ultimate machine"), encara que la denominació no va acabar de fer-se del tot popular.És per això que el dispositiu també s'ha anomenat "Leave Me Alone Box" ('Capsa deixa'm en pau'). Altrament, cal remarcar que Marvin Minsky també és l'inventor d'una "màquina de gravetat" en la qual sonava una campana quan la constant gravitatòria estava a punt de canviar, una possibilitat teòrica que no s'espera que succeeixi en un futur previsible.

## Productes comercials
A la dècada dels seixanta, un fabricant de joguines (anomenades "novelty toys" en anglès) anomenat "Captain Co." va fabricar i va comercialitzar un "Monster Inside the Black Box" (monstre dins la caixa negra). Aquest constava d'una mà mecànica que sortia d'una caixa negra de plàstic i que encenia un interruptor, apagant-se així a si mateixa. La versió de la màquina pot haver estat inspirada en certa forma en el personatge de la mà corpòria que apareix a la sèrie de televisió La Família Addams, "Thing" o "Cosa"; així i tot, també s'han produït d'altres versions.
S'afirma també que Don Poynter, graduat el 1949 a la Universitat de Cincinnati i fundador de Poynter Products, Inc., va produir i va vendre per primera vegada la joguina "Little Black Box" (petita caixa negra), la qual simplement s'apagava a si mateixa. A aquesta versió hi va afegir una funció en la qual la mà alhora agafava les monedes que es dipositessin al seu davant (derivat de la guardiola). Aquest invent el va batejar amb el nom "The Thing" (La Cosa) i va acordar amb els productors del programa de televisió, La família Addams, la llicència. Anys més tard va vendre també com a producte derivat de la sèrie "Uncle Fester's Mystery Light Bulb" (La bombeta misteriosa de l'oncle Fester -altre personatge del programa-).
Tant la caixa negra senzilla com la versió que funcionava a manera de guardiola, van ser venudes i distrubïdes àmpliament per Spencer Gifts (empresa nord-americana amb més de 600 botigues al detall arreu dels Estats Units), les quals van estar disponibles als seus catàlegs durant tots els anys seixanta i als inicis de la dècada dels setanta.
Finalment, també existeixen centenars de vídeos a la xarxa on es mostren versions "Do-it-yourself" (Fes-ho tu mateix), encara que sovint modernitzades amb controls de microprocessador, han inspirat la creació de múltiples màquines més complexes que són capaces de moure's o que utilitzen més d'un interruptor.Actualment, en plataformes web de comerç com Amazon, estan obertes al mercat les "màquines inútils", però també es dona l'opció de compra de kits per a construir des de zero un d'aquests dispositius.